# Bob Montana
Robert William Montana (Stockton, 23 ottobre 1920 – Meredith, 4 gennaio 1975) è stato un fumettista statunitense.

## Biografia
Dopo aver frequentato il Phoenix Art Institute, l'Art Students' League e il Boston Museum School of Fine Arts, Montana inizia a lavorare nel campo dei fumetti come assistente di Bob Wood nel 1940, realizzando storie per Target Comics della Novelty.
L'anno successivo realizza Black Hood, Fox, Steel Sterling, per la MLJ Comics, e in seguito serie di supereroi fino al 1945.
Già nel dicembre 1941, però, era apparso il personaggio che gli avrebbe procurato fama, denaro e onore, Archie.
Esile storia umoristica ispirata a un programma radiofonico e incentrata su un gruppo di studenti, la serie avrebbe raggiunto un successo impensabile, pubblicata contemporaneamente in decine di albi, trasposta in uno spettacolo radiofonico e in uno televisivo, utilizzata come immagine per molte pubblicità e decine di gadgets.
Montana ne disegna le storie fino al dopoguerra, quando inizia la produzione di tavole domenicali e strisce giornaliere, proseguita fino alla morte avvenuta per attacco cardiaco il 4 gennaio 1975.